# Leonardo de Mango
Leonardo de Mango, né le 19 février 1843 à Bisceglie et mort le 27 janvier 1930 à Constantinople, est un artiste peintre orientaliste italien.

## Biographie
Leonardo de Mango étudie à l'Académie des beaux-arts de Naples entre 1862 et 1870.

## Œuvres

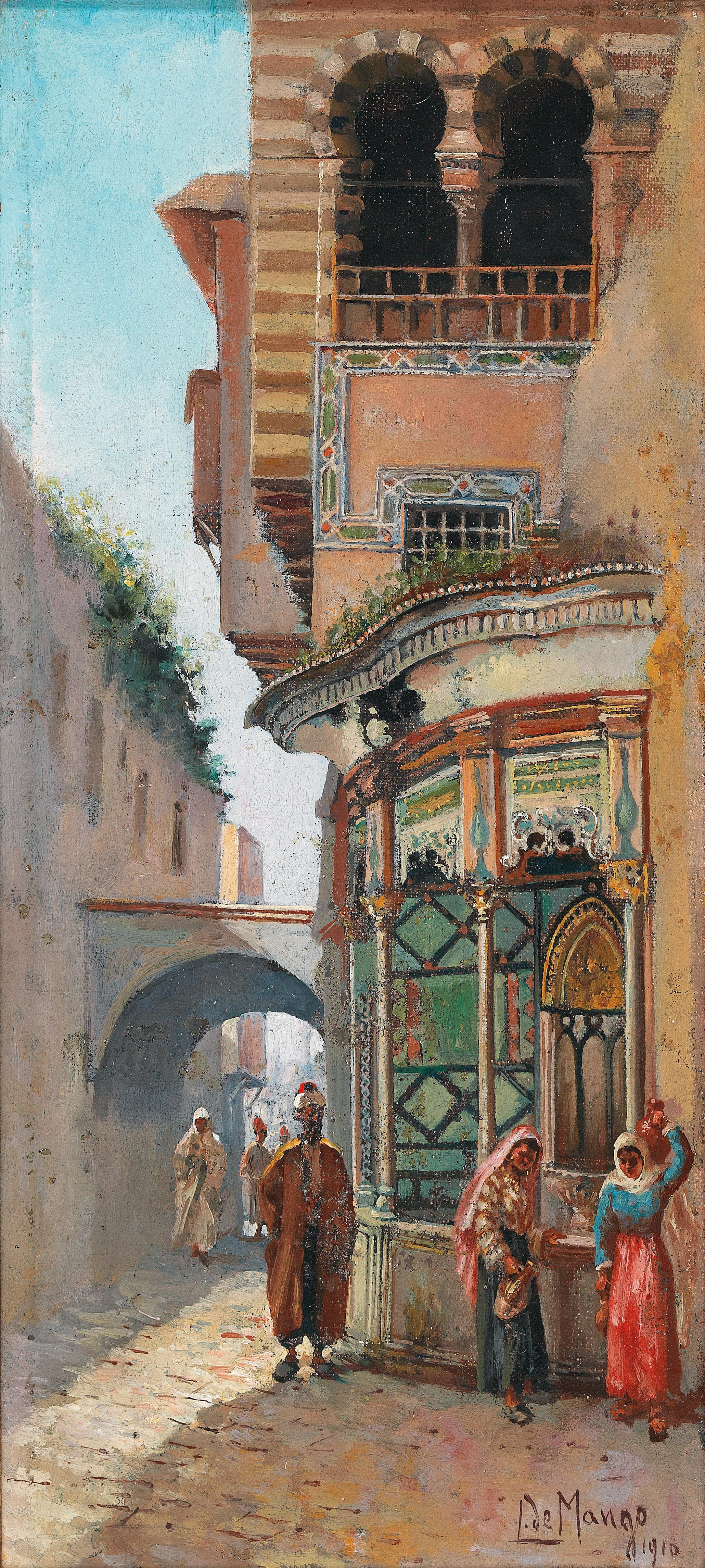
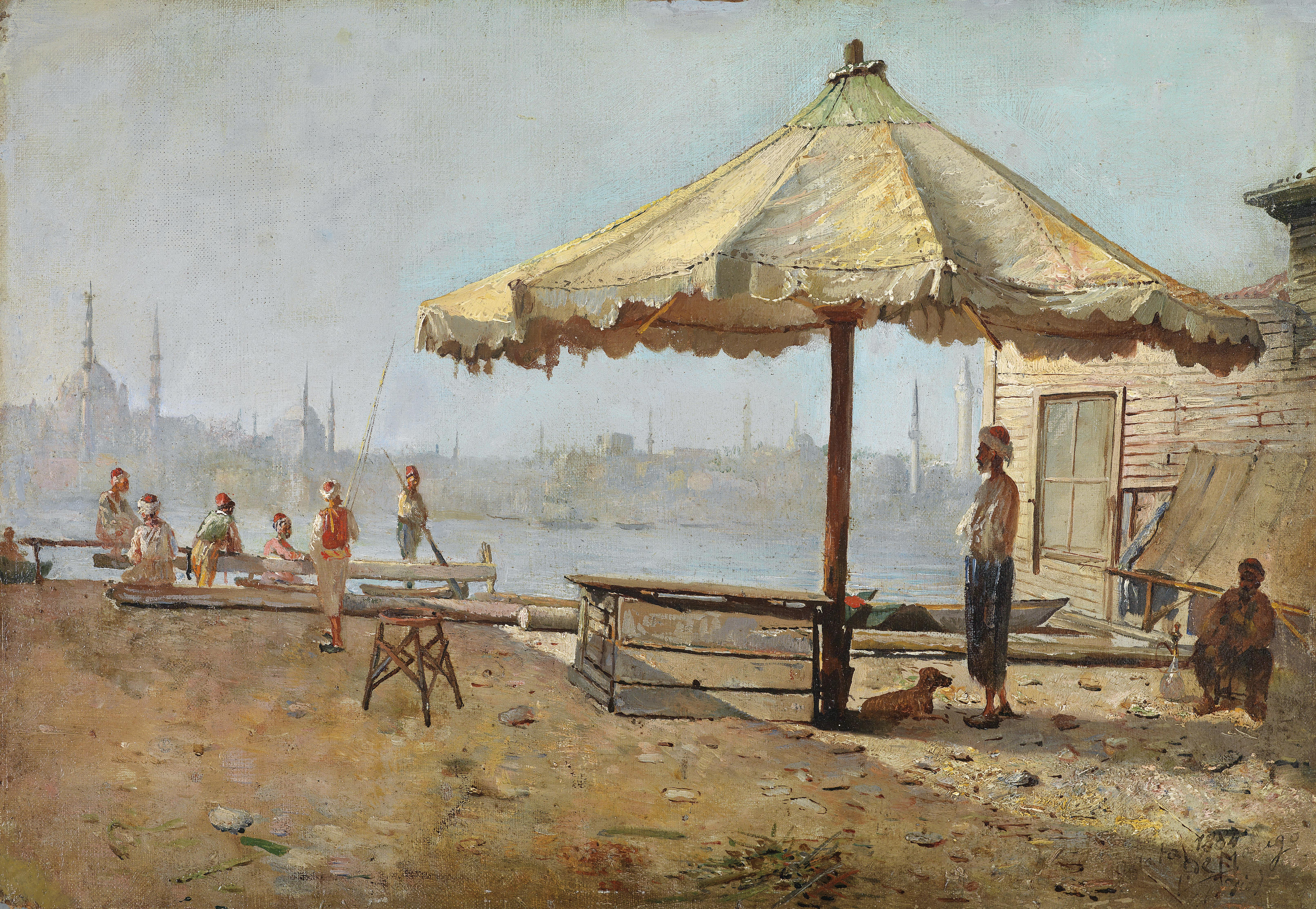